# Perxenat
Els perxenats són sals d'àcid perxènic, H₄XeO₆. Tant l'àcid com l'anió XeO₆4− són poderosos agents oxidants; l'àcid es pot formar dissolent tetraòxid de xenó, XeO₄, en aigua, com en la majoria de preparacions. Les sals de sodi i de potassi són solubles, però la de bari pot formar una estructura de xenó atrapat en un cristall insoluble.
El perxenat de bari es fa servir com a material inicial per sintetitzar el tetraòxid de xenó (XeO₄); s'ha de barrejar amb àcid sulfúric concentrat, cosa que provoca la reacció següent:
Ba₂XeO₆(s) + 2H₂SO₄(aq) → H₄XeO₆(aq) + 2BaSO₄(s).
La reacció és similar a la que es produeix quan es barreja peròxid de bari amb àcid sulfúric concentrat per obtenir peròxid d'hidrogen, que és la manera habitual d'obtenir-ne al laboratori. Les tendències i característiques de solubilitat dels perxenats són molt similars a les dels carbonats (la majoria són insolubles).